# Emir'in Yolu
Emir'in Yolu (en español: El camino de Emir) fue el nombre que recibió la tercera temporada y la serie derivada de Adını Feriha Koydum. La serie no tuvo el éxito esperado y se canceló cuando solo se habían emitido veintisiete capítulos.

## Trama
Emir cae en una depresión después de la muerte de Feriha, por lo que se aleja de todo y se mete en ambientes turbios que le causarán problemas. Al mismo tiempo Güneş vuelve al país tras haber terminado sus estudios y aunque quiere integrarse en la ciudad no lo tendrá fácil por el poder que ejercerá sobre ella su hermano, Yavuz, gran enemigo de Emir. Este considera que Yavuz es el principal culpable de la muerte de su padre al haberlo llevado a la ruina. Por ello Emir decidirá vengarse de Yavuz enamorando y seduciendo a su hermana pequeña, Güneş. Sin embargo Emir se irá enamorando poco a poco de ella.
Por otro lado, se muestra la historia de Koray como padre, ya está divorciado de Gülsüm, que ahora trabaja como profesora en un colegio lejos de Estambul. Por ello Koray contrata a Pinar, una niñera que cuidará de su hijo y por la que empezará a sentir algo. Sin embargo, Hande vuelve a aparecer en su vida tras tres años sin verse. Vuelve a Estambul como una mujer comprometida y creará una empresa de eventos. En esta empresa también trabajará Güneş ya que se hicieron amigas mientras residian en Suiza.

## Reparto
- Çağatay Ulusoy como Emir Sarrafoğlu.
- Gizem Karaca como Güneş Sancaktar.
- Metin Çekmez como Rıza Yılmaz.
- Deniz Uğur como Sanem.
- Yusuf Akgün como Koray Onat.
- Zeynep Çamcı como Can.
- Beril Kayar como Zulal.
- Ahu Sungur como Aysun.
- Ayşegül Uygurer como Hatice.
- Emre Koç como Yavuz Sancaktar.
- Furkan Andıç como Selim.
- Murat Onuk como Ünal Sarrafoğlu.
- Sedef Şahin como Cansu.
- Feyza Civelek como Lara Atabey
- Neşem Akhan como Seher.
- Pelin Ermiş como Gülsüm.
- Ceyda Ateş como Hande Gezgin.
- Damla Debre como Pinar.

- Datos: Q6087471